# Nervo óptico
O nervo óptico é o segundo dos doze pares cranianos presentes no cérebro humano.
De função sensitiva, este nervo capta as informações através dos cones e bastonetes presentes na retina que são estimulados pela luz projetada em objetos. As informações visuais são captadas e enviadas ao lóbulo occipital do cérebro para as áreas 17,18,19 e 20 que são responsáveis de processar esta informação, gerando resultados de cor, forma, tamanho, distância e noções de espaço.
Este nervo está formado por um conglomerado de fibras nervosas que nascem nas células ganglionares da retina. Todas estas fibras agrupadas convergem o disco óptico, atravessam a coróide e a esclera e constituem na sua emergência do globo ocular, um cordão voluminoso arredondado chamado Nervo Óptico.

## Trajeto, Direção e Relações

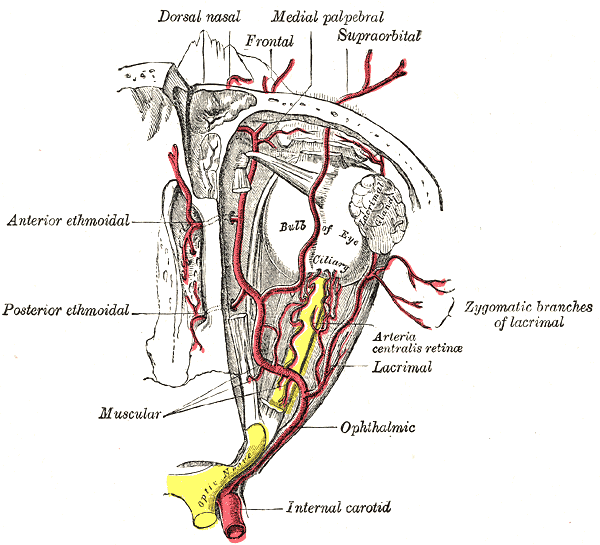
Vasculatura do nervo óptico.

O nervo óptico se desprende do globo ocular a 3 mm medialmente e 1 mm inferiormente do pólo posterior do globo ocular. Deste ponto se dirige posterior e medialmente, atravessa sucessivamente a órbita, conduto óptico e penetra na cavidade cranial e termina no ângulo anterolateral correspondente do quiasma óptico.
Na órbita, o nervo óptico ocupa o eixo do cone do músculo aponeurótico formado pelos músculos retos do olho e suas expansões aponeuróticas.
Este nervo ele se relaciona com: (a) o corpo adiposo da órbita; (b) com a artéria oftálmica que cruza próximo ao vértice da orbita; primeiramente em sua face lateral e posteriormente em sua face superior; (c) com as veias oftálmicas que passam superior e inferior ao nervo; (d) com os nervos nasociliar, oculomotor e abducente; (e) com o gânglio ciliar localizado em sua face lateral; (f) e com os vasos e nervos ciliares.

## Neuroanatomia
VIA ÓPTICA
1º. Neurônio: Corresponde aos neurônios fotoreceptores da retina, cujas prolongações dendríticas periféricas se conectam aos cones e bastonetes, e suas prolongações axônicas se dirigem ao encontro das dendritas do segundo neurônio da via óptica.
2º. Neurônio: Localizado também na retina, representado pelos neurônios bipolares que conectam os fotorreceptores diretamente com as células ganglionares.
3° Neurônio: Representado pelas células ganglionares que com  suas prolongações axônicas formam o nervo óptico. Existem cerca 1,2 milhões de axônios de células ganglionares formando o nervo óptico. 
Os axônios dos neurônios ganglionares têm o seguinte comportamento: As fibras da retina nasal se cruzam em sua totalidade no quiasma e passam a formar o que chamamos de trato óptico ao lado oposto de sua origem. As fibras que se originam na retina temporal e as fibras musculares do mesmo lado não cruzam a linha média e passam pelo lado externo do quiasma óptico, aonde chegam para formar parte do trato óptico do mesmo lado, onde se juntam com as fibras da retina nasal oposta. As fibras do trato óptico por sua vez, fazem sinapse com os neurônios do corpo geniculado lateral.
4º. Neurônio: Este neurônio encontra-se alojado no corpo geniculado lateral, de onde se desprende o último enlace da via óptica principal. O conjunto axônico dos neurônios do corpo geniculado lateral constitui as Radiações Ópticas de GRATIOLET, que em sua origem se localizam no segmento retrolenticular da cápsula interna, localizada por fora da prolongação occipital dos ventrículos laterais, que termina sua conexão sináptica com os neurônios do córtex visual primário ou área 17 de BRODMANN.
Esta informação que chega à área 17 se dirige as áreas 18 e 19 também chamadas de áreas de associação visual ou perceptiva.
VIA DO REFLEXO FOTOMOTOR OU REFLEXO PUPILAR (MIOSE)
Quando projetamos um feixe de luz em direção da pupila ocular, ambas pupilas reagem em uma resposta de constrição chama de miose.  Esta constrição ou contração do esfíncter pupilar se classifica em duas respostas: Ao olho estimulado, chamamos de reflexo direto, e ao olho que não recebeu o feixe de luz, chamamos de reflexo consensual.
Receptores: São os cones e bastonetes da retina que estimulam o contato com o primeiro neurônio.
1º. Neurônio: Corresponde com as células ganglionares da retina. Seus axônios formam o nervo óptico e chegam à área pré-tectal de RANSON (é uma região de neurônios encontrados entre o tálamo e mesencéfalo), através do braço anterior da cápsula interna.
2º. Neurônio: Situado nos neurônios da área pré-tectal de RANSON, localizado por diante dos tubérculos quadrigêmeos anteriores. Seus axônios chegam diretamente ao mesmo lado, e parte destes, chega ao lado oposto através da comissura posterior aos núcleos viscero-motores ou parassimpáticos de EDINGER-WESTPHAL (em inglês). Este compartimento cerebral das fibras pupilares explicaria o reflexo consensual.
3º. Neurônio: Localizado no núcleo de EDINGER-WESTPHAL do terceiro (III) par craniano (Oculomotor). Seus axônios saem do mesencéfalo juntamente com o nervo oculomotor (motor ocular comum), em direção ao quarto neurônio.
4º. Neurônio: Encontrado no gânglio ciliar ou oftálmico, dentro da cavidade orbitária. Seus axônios mediantes aos nervos ciliares curtos, penetram no globo ocular e inervam o músculo liso esfincteriano (constritor da pupila), como também ao músculo ciliar. O músculo esfincteriano é responsável pela resposta sensível a luz, chamada de miose.